# Вокальная симфония

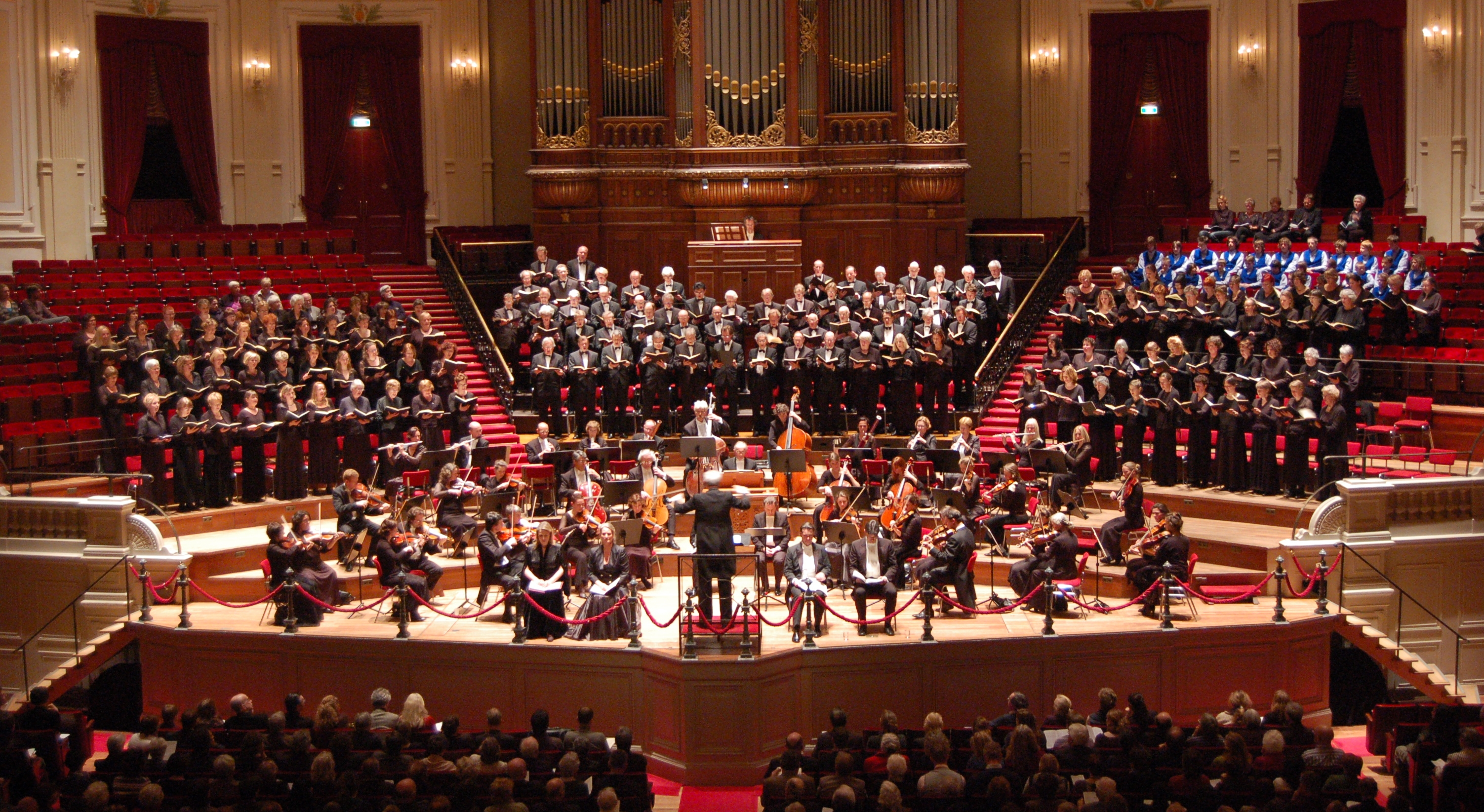
Хор «Excelsior» на сцене концертного зала Консертгебау

Вока́льная симфо́ния (также хорова́я или хора́льная симфо́ния; англ. choral symphony) — общее название симфонических произведений, написанных для хора a cappella, либо для хора и/или солистов-вокалистов в сопровождении каких-либо исполнителей-инструменталистов, вплоть до расширенного состава участников большого симфонического оркестра.

## Некоторые известные вокально-симфонические произведения
Бетховен:
- Симфония No. 9 (1824)

Берлиоз
- Симфония «Ромео и Джульетта» (1835)

Мендельсон
- Симфония No. 2 (1840)

Лист
- «Фауст-симфония» (1854)
- «Данте-симфония» (1856)

Малер
- Симфония No. 2 (1894)
- Симфония No. 3 (1896)
- Симфония No. 8 (1907)

Скрябин
- Симфония No. 1 (1900)

Рахманинов
- Симфоническая поэма «Колокола» (1913)

Шимановский
- Симфония No. 3 (1916)

Энеску
- Симфония No. 3 (1921)

Холст
- «Хоральная Симфония» (1924)

Шостакович
- Симфония No. 2 «Октябрю» (1927)
- Симфония No. 3 «Первомайская» (1929)
- Симфония No. 13 «Бабий Яр» (1962)

Стравинский
- «Симфония Псалмов» (1930)

Бриттен, Бенджамин
- «Весенняя Симфония» (1947)

Бернстайн
- «Symphony Kaddish» (1963)

Шнитке
- Симфония No. 2 «Saint Florian» (1979)
- Симфония No. 4 (1984)

Хаханов
- Симфония No. 6 (1982)

Ованнес
- Symphony No. 58, «Sinfonia Sacra» (1985)

Пендерецкий
- Symphony No. 7, «Seven Gates of Jerusalem» (1996)
- Symphony No. 8 «Songs of Transitoriness» (2005)

## Некоторые симфонии, написанные для хора a cappella
Гренвилл Банток:
- Atalanta in Calydon (1911)
- Vanity of Vanities (1913)
- A Pageant of Human Life (1913)

Рой Харрис:
- Symphony for Voices (1935)

Малколм Уильямсон:
- Symphony for Voices (1962)

Евгений Станкович

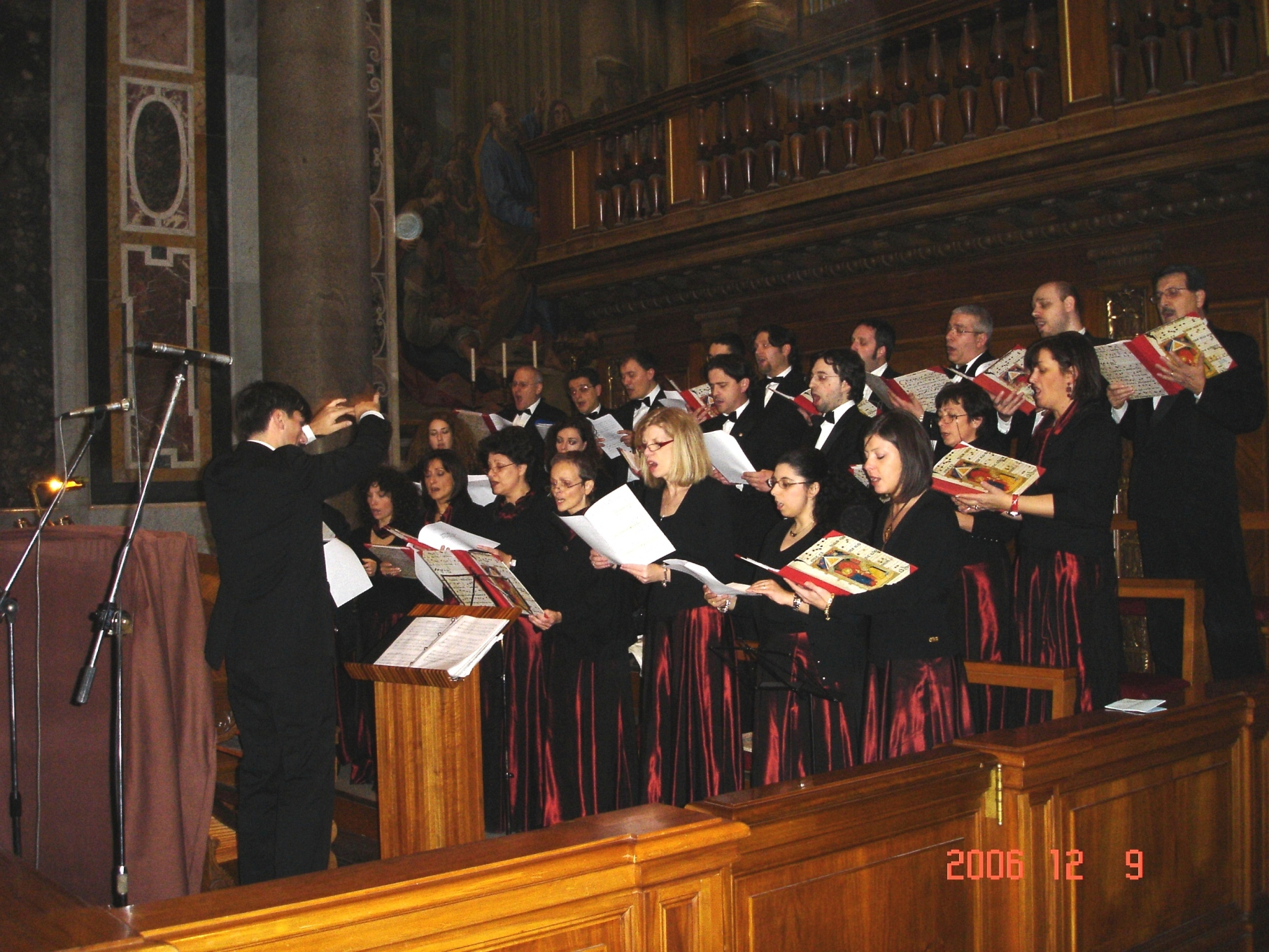
Coro Polifonico Città di Bastia

- Симфония-Диптих, для хора a cappella. На слова Т. Шевченко. (1985)
- «Господи, Владыко наш». Концерт для хора a cappella на тексты из Библии.(1998)